# 안테 차치치
안테 차치치(크로아티아어: Ante Čačić, 1953년 9월 29일 ~ )는 크로아티아의 축구 감독이며, 2015년부터 크로아티아 축구 국가대표팀의 감독 직을 맡고 있다가 2017년 10월 7일에 성적부진으로 경질되었다.

## 수상
자다르
- 유고슬라비아 3부 리그: 1990–91

두브라바
- 크로아티아 2부 리그: 1992–93

인테르 자프레시치
- 크로아티아 2부 리그: 2002–03

디나모 자그레브
- 크로아티아 1부 리그: 2011–12
- 크로아티아 컵: 2011–12

마리보르
- 슬로베니아 슈퍼 컵: 2013[1]

리비아 U20
- 지중해 경기 대회: 2005 (동메달)